# Койбальська мова
Койбальська мова — мертва самодійська мова, яка раніше була поширена в тундрах. Койбальською мовою розмовляли койбали. Вимерла у зв'язку з повною асиміляцією койбалів росіянами та хакасами. Койбальська мова відноситься до південно-самодійської групи мов.